# هاسه‌گاوا هیده‌کازو

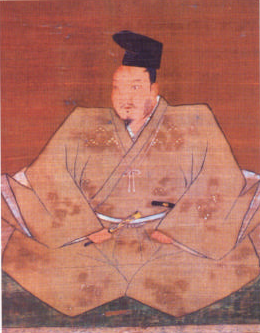
هاسه‌گاوا هیده‌کازو

هاسه‌گاوا هیده‌کازو (به ژاپنی: 長谷川 秀一 はせがわ ひでかず) (تولد نامشخص-مرگ ۱۵۹۴) نام پدر هاسه‌گاوا یوجی (はせがわ よじ)، یک سامورایی در اواخر دوره سنگوکو، دوره آزوچی–مومویاما بود. در طول تهاجم ژاپن به کره (۱۵۹۸–۱۵۹۲) (جنگ بونروکو) که در سال ۱۵۹۲ آغاز شد، او ۵۰۰۰ سرباز را به کره هدایت کرد و از اکتبر به همراه تادائوکی هوسوکاوا و دیگران در تصرف قلعه جینگجو شرکت کرد.
اگرچه او ژنرال کره‌ای یو سونگ این را در محاصره جینگجو (۱۵۹۳) شکست داد، اما در تلاش برای تصرف قلعه جینگجو شکست خورد و خسارت زیادی به سپاه او وارد کرد.
پس از آن در کره ماند و به مبارزه ادامه داد، اما گفته می‌شود در فوریه ۱۵۹۴ در آنجا به بیماری مبتلا شد و در همان‌جا درگذشت. اما در کتابی نیز آمده‌است که وی پس از بازگشت به ژاپن درگذشت و در «تودایکی» نام وی در قرارداد ساخت قلعه فوشیمی در ژانویه همان سال آمده‌است و گفته می‌شود در سال بعد درگذشت.
او هیچ فرزند قانونی نداشت و خاندان هاسه‌گاوا ja:長谷川氏 منقرض شدند. با این حال، زمان مصادره قلمرو مشخص نیست.